# Cumeral jezik
Cumeral jezik (ISO 639-3: cum), izumrli jezik porodice Arawakan, koji se govorio na području Kolumbije.
Raymond G. Gordon (2005) navodi jezik cumeral uz još neke (omejes, ponares, chané, tomedes i xiriâna) kao neklasificirane aravačke jezike.

## Vanjske poveznice
- Ethnologue (14th)
- Ethnologue (15th)